# The Legend of Zelda
The Legend of Zelda (ゼルダの伝説, Zelda no Densetsu) és una famosa saga de videojocs de gènere RPG/Aventura ambientats en la seva majoria al regne fantàstic d'Hyrule, cadascun dels videojocs que componen la sèrie tenen com a protagonista a Link, qui ha d'enfrontar-se a nombrosos perills en el transcurs de cadascuna de les seves missions per a salvar primordialment la Princesa Zelda, derrotant el mal encarnat per l'antagonista principal, Ganondorf. El capítol d'aquesta saga titulat The Legend of Zelda: Ocarina of Time és encara avui considerat per la crítica especialitzada (IGN, Famitsu, GameSpot, ...) com el millor joc de la història, títol que "renova" cada any a tots els rànquings que es fan arreu de tot el món. En el mes del febrer del 2007, la saga ha venut un total de 52 milions de jocs en tot el món.
Fou creada pel mític Shigeru Miyamoto (qui actualment és el màxim responsable de la saga al costat d'Eiji Aonuma), pare d'algunes franquícies tan conegudes com Mario, Donkey Kong, o Pikmin. Està al càrrec de Nintendo, empresa japonesa de maquinari i programari de videojocs amb la seu a Kioto (Japó).
El primer capítol d'aquesta sèrie va sortit a la llum a mitjans dels anys 1980 (l'any 1986, concretament) per a la consola de videojocs NES (Nintendo Entertainment System) i fou el primer joc de la història a permetre a l'usuari desar les partides per continuar-les en un altre moment.
La saga compta amb més de 15 jocs fets per a quasi totes les plataformes de Nintendo, molts d'ells introduint elements jugables i gràfics que han revolucionat la indústria del joc interactiu, com el salt automàtic, la fixació dels blancs prement un botó, l'assignació d'objectes a botons i la mecànica i concepció que es té actualment d'un joc d'aventura/RPG en 3 dimensions. Des del llançament del primer videojoc, The Legend of Zelda el 1986, la sèrie va aconseguir una immensa popularitat acompanyada de nombroses crítiques favorables en la indústria dels videojocs, així com èxit comercial al voltant del món. Ha estat considerada com la millor sèrie de videojocs en la història. El més recent, és The Legend of Zelda: A Link between worlds. En algunes entrevistes, Miyamoto ha expressat que es troba treballant en el disseny de nous jocs per a la sèrie.
Durant molt de temps es va debatre fortament sobre la continuïtat cronològica dels arguments de cada joc. Alguns seguidors de The Legend of Zelda n'han qüestionat la cronologia, en no trobar cap relació entre la majoria dels seus videojocs. El 2003, Miyamoto va declarar que existeix un "document clau", on es troba detallada la cronologia completa de The Legend of Zelda. Aquest document es troba en la computadora personal d'Eiji Aonuma, un dels responsables de la sèrie, i és considerat confidencial i un dels alts secrets de Nintendo. A finals del 2011 Nintendo va publicar el llibre Hyrule Historia una compilació d'esquemes, dibuixos i material artístic sobre la saga, que incloïa, a més una extensa història i una cronologia oficial, que va sorprendre els fans, ja que sempre s'havia especulat amb una cronologia dividida en dos a causa dels esdeveniments del final de The Legend of Zelda: Ocarina of Time, i la cronologia oficial es dividia en tres, no en dos.

## Sinopsi

### Resum de l'argument
En general, l'argument dels jocs és molt similar en la majoria d'ocasions: el protagonista, un nen o jove anomenat Link comença el joc adormit i sense pràcticament habilitats ni armes, i és cridat pels esdeveniments a rescatar / salvar la princesa Zelda, que és sàvia, i posseeix poders màgics, però és sempre representada com una damisel·la a la qual ha de salvar, (cosa que ha despertat crítiques entre els fans darrerament, que comencen a demanar un paper més digne de la princesa). L'antagonista, que acostuma a ser Ganon, però pot ser un altre, comença el joc amb uns poders que semblen insuperables, i acostuma a segrestar / encantar / empresonar la princesa Zelda, i intenta apoderar-se del regne de Hyrule mitjançant la Triforça.
Link, però, rep la guia i els consells d'un mentor o un altre depenent del joc, i valentament es llença a l'aventura, durant la qual ha d'explorar la terra de Hyrule, incloent-hi habitualment localitzacions a l'aire lliure destacades com grans boscos, llacs i muntanyes, praderes i fins i tot el mar.
Link acumula habilitats, armes, resistència, etc., en les seves visites als temples / masmorres habitualment aconseguint un objecte important i derrotant un temible enemic final en cada temple. Així a poc a poc Link es prepara per enfrontar-se a Ganon en un duel final, on el coratge guiat per la saviesa derroten al poder i l'ambició.

### Univers
Fa molt temps, tres Deesses van crear el món on, més tard, es va fundar el Regne de Hyrule. Segons la llegenda, Din, la deessa del poder va ser l'encarregada de crear i "esculpir" el relleu del regne; Farore, la deessa de la Valentia, va crear a totes les formes de vida i a les diferents races de criatures màgiques; finalment, Nayru, la deessa de la Saviesa, va redactar cada una de les lleis que haurien de regir el mateix. Una vegada que van concloure les seves tasques, van deixar a Hyrule un artefacte compost per fragments similars, en geometria, a tres triangles de color daurat. Dins de cadascun d'ells, van dipositar els seus poders per complir tots els desigs del seu posseïdor.
L'objecte va ser denominat Triforça i, a causa de la seva naturalesa divina i al seu gran poder, una gran guerra entre la deessa Hylia i el malvat Demise (predecessor de Ganondorf) va tenir lloc. Al llarg del temps diverses guerres i/o intents de destruir el regne i aconseguir la Triforça per fer-ne un mal ús van tenir lloc i són la base de l'èpica dels jocs, la batalla eterna entre el bé i el mal.
La llegenda també esmenta que qui trobi la Triforça ha de tenir un balanç de Poder, Valentia i Saviesa. Només d'aquesta manera, podrà fer-se creditor als tres fragments i farà del "Sacred Realm", un dels llocs on ha descansat la Triforça, un paradís habitable. Altrament, únicament rebrà el fragment que representi la característica més notable en ell, mentre que els triangles restants seran repartits entre els habitants de Hyrule. Habitualment els tres protagonistes, Link, Zelda, i Ganon, posseeixen, respectivament, un fragment de la Triforça: coratge, saviesa, i poder.

### Herois: Link
El jove Link, com s'ha dit abans, personatge central i protagonista, i que sempre està dormint al principi de cada aventura, és sovint cridat pel seu destí per rescatar a la Princesa Zelda, personatge que li dona nom a la saga.
Representat com un jovenet vestit de verd, Link sempre té el mateix nom, però no sempre és la mateixa persona. (han existit molts Links en la història de Zelda). Com a protagonista, és un personatge al·legòric del qual se serveixen els guionistes per representar al "bé". 
Eiji Aonuma va confirmar que cada vegada que un nou mala amenaça la terra de Hyrule, un nou heroi ha d'aixecar-se i enfrontar-lo.
Link mai parla en cap joc de Zelda, tot i que fa grunyits, crits, i altres sons, i alguns dels seus pensaments van poder ser revelats en Zelda II. En alguns casos el jugador ha de respondre a una pregunta amb una opció d'una llista, encara que cap doblatge acompanya aquestes accions. No obstant això, en 2002, Link va trencar el silenci dient les seves primeres paraules comprensibles en The Legend of Zelda: The Wind Waker. Quan va ser posat en venda en el món angloparlant en 2003, la frase va ser "Come on!" ("Vinga!" dit com un desafiament). A part d'aquestes rareses, l'heroi mai ha dit cap línia. Això es deu al nom de l'heroi, Link (connexió), que li va ser donat pel seu creador Shigeru Miyamoto per a emfatitzar la "connexió" entre el personatge i el jugador; donar-li línies seria posar paraules en la boca del jugador, o distingir a Link com un ésser separat d'ell/ella. De fet, encara que el nom del personatge és acceptat com a Link, el jugador pot cridar a l'heroi en cada joc i els personatges es referiran a ell per aquest nom dintre del joc.
En anys recents, amb l'avanç en la tecnologia, els creadors li han donat a Link més personalitat i caràcter. The Wind Waker i Twilight Princess posen especial atenció a les expressions facials de Link, de com reacciona davant certes situacions. Fanàtics astuts també han notat com la cara de Link se sembla més i més a la de Shigeru Miyamoto en cada joc que surt. Algunes vegades l'heroi té un títol especial, com "Heroi del Temps" (Hero of Time) o "Heroi dels Vents" (Hero of Winds). Encara que generalment és un nen, Link també ha estat representat com un adolescent i com un jove adult.

### Herois: Zelda
La Princesa Zelda, acostuma a ser la coprotagonista del joc, i paradoxalment, tot i que li dona nom a la saga, té un paper molt discret, exercint normalment com a "princesa en perill". En els darrers jocs se li ha intentat donar un paper més destacat, i ajuda a Link a vegades, a més de mostrar habilitats màgiques, i fins i tot de lluita amb l'arc o l'espasa, però en el fons continua tenint un paper de princesa en perill. Molts fans es queixen d'això, i fins i tot miren de recollir signatures per pressionar a Nintendo per tal que Zelda pugui ser protagonista d'un joc de la saga, fent-la controlable directament pel jugador. S'ha arribat a donar el cas que programadors han modificat jocs antics de Zelda per tal que es pugui jugar controlant a Zelda, i no a Link.

### Antagonistes
El principal antagonista de la franquícia, és un poderós fetiller Gerudo conegut com a Ganondorf o Ganon, el King of Evil. En els videojocs per la videoconsola Game Boy Advance, l'antagonista és un fetiller de la raça Minish anomenat Vaati, el Wind Mage. Twinrova és una antagonista a Ocarina of Time, i a Oracle of Ages i Oracle of Seasons. També hi ha l'antagonista Agahnim de The Legend of Zelda: A Link to the Past, un malvat mag. També el costat fosc d'en Link, a Dark Link, originalment d'Adventure of Link, que fa algunes aparicions més en la saga. A Majora's Mask l'antagonista és la malvada màscara anomenada Majora's Mask. A Oracle of Seasons l'antagonista és el malvat Onox, el General of Darkness i a Oracle of Ages l'antagonista és la fetillera Veran. A Twilight Princess s'inclou un altre antagonista anomenat Zant, conegut com l'Usurper King, un cruel i despietat tirà autoproclamat com a Rei del Twilight Realm descendent Twili. L'antagonista de Phantom Hourglass s'anomena Bellum, un malvat esperit fantasmal.

### La Triforça
Un element recurrent i que actua com el "McGuffin" de la saga en la majoria de jocs és la Sacred Relic, la llegendària Triforça, deixada enrere en el Sacred Realm per les tres deesses que crearan l'Hyrule i tot el món conegut. Consisteix en els tres triangles equilàters daurats, un per cada deessa (Deïtat) la deessa del Poder (Din), la deessa de la Saviesa (Nayru) i la deessa del Coratge (Farore). Cada fragment atorgarà la seva essència divina a qui la posseeixi; típicament Ganondorf té el fragment del Poder, Zelda posseeix el de la Saviesa i Link obté el del Coratge. Si les tres peces de la Triforça són unides, un desig de la persona responsable de la unió es farà realitat. Habitualment s'associa amb una època daurada o bé a una època de tenebres, segons el cor d'aquesta persona.

### Localització
La trama de la història generalment té lloc a la terra d'Hyrule. Tot i que hi ha excepcions, com per exemple Link's Awakening té lloc dintre un somni, Majora's Mask a la misteriosa Termina, Wind waker en un oceà immens que va anegar Hyrule fa segles, Spirit Tracks en una "nova Hyrule" descoberta després dels esdeveniments de Wind Waker.
El món fantàstic d'Hyrule inclou climes i accidents geogràfics diversos i és l'habitatge de moltes races i tribus diferents, entre les quals repeteixen habitualment els Kokiri, que viuen al bosc, els Goron, que són grans i viuen a les muntanyes, els Zora, que viuen al mar, i els humans, representats per Hylians i Gerudos. Diverses localitzacions són recurrents des del primer joc, com els Lost Woods i la Death Mountain inclosa la Spectacle Rock i el Lake Hylia.
Els creadors han fet un món com Hyrule pensat fins en el més mínim detall, donant-li vida i credibilitat. Des de la moneda oficial (Rupia) fins a la llengua Hylian (els caràcters d'aquesta llengua tenen traducció a l'alfabet occidental, és una llengua totalment real, estructurada i amb sentit) passant per l'organització dels territoris, les lleialtats i deslleialtats a la corona... formen un context, una ambientació excepcionalment reeixida que fa que els jugadors se sentin immersos en l'acció.

### Dinàmica de joc

Rupies, la moneda de ficció de la sèrie

Els jocs de Zelda presenten una mescla d'endevinalles complexes, puzles, un estil de joc d'acció tàctica en tercera persona i exploració amb tocs de RPG. El món on es juga acostuma a ser bastant obert, tot i que hi ha un ordre en el qual s'han de completar els temples o masmorres que fan progressar realment la història del joc.
Aquesta fórmula s'ha mantingut constant al llarg de la sèrie, amb noves millores i addicions en cada nou joc, i ha fet de la franquícia The Legend of Zelda una de les més populars de Nintendo, junt amb les de Mario, Metroid i Pokémon. The Legend of Zelda fou principalment inspirada per les exploracions que Shigeru Miyamoto feia de nen pels pendents, boscos i coves que rodejaven la seva casa d'infància a Kyoto, on s'atendava en boscos amb llacs secrets, coves i aldees. Segons Miyamoto, una de les seves experiències fou el descobriment de l'entrada a una cova en el mig del bosc. Després d'un mica d'indecisió, entrà en la cova i explorà les seves profunditats amb l'ajut de la seva llanterna. Aquest record clarament ha influït en el seu treball, i l'exploració de cavernes és un element molt important en els jocs de Zelda, a més de molts altres del mateix dissenyador de Mario, Donkey Kong, Star Fox, i altres personatges...
A banda de la trama principal de salvar el regne de la destrucció o del domini de forces malignes, també hi ha subtrames en les quals Link pot embarcar-se a la discreció del jugador. Aquestes "subtrames" normalment premien al jugador amb articles que faciliten la complexació de la trama principal (com Peces de Cor, noves armes, etc.), i ocasionalment són necessàries per completar el joc. Aquest mode de joc no és únic en The Legend of Zelda, però és constant en tota la sèrie.
La més llarga d'aquestes subtrames és la seqüència d'intercanvis. En una seqüència d'intercanvis, Link obté primer un article característic rebut d'un personatge.
Després ell porta aquest article a un altre del joc que ho necessiti, i l'intercanvia per un altre article. Aquest és canviat a un altre personatge per un altre article, i així continua l'intercanvi fins a aconseguir un objecte especialment valuós. Al final de la seqüència, el jugador usualment obté una nova arma o un article molt important. Un exemple molt conegut és la seqüència d'intercanvi en Ocarina of Time per obtenir l'Espasa de Biggoron (Biggoron's Sword). Pel límit de temps, Majora's Mask es basava en subtrames, de petites recerques per trobar les Peces de Cor (en anglès: Heart Pieces) fins a la llarga i àrdua recol·lecció de totes les màscares i la complexació de quatre mini masmorres per aconseguir la poderosa Màscara de la Deïtat Feroç (Fierce Deity's Mask).
The Minish Cap té una gran quantitat de subtrames minúscules en la forma de la recerca de les "Peces de Reïra" (Kinstone Pieces), que podien ser fusionades amb personatges dintre del joc per desencadenar diversos esdeveniments (obertura de forats en els arbres, proporcionar un nou camí, fer créixer un tall, l'aparició de nous personatges, etc.). La diferència de The Minish Cap, The Wind Waker posseïa les Estàtues Col·leccionables de diferents personatges i éssers dels jocs. Les estàtues de The Minish Cap poden ser comprades amb petxines, i a diferència de The Wind Waker on era requerit al jugador que fes una fotografia en el qual l'estàtua estigués basada.

### Elements argumentals
Cada joc té un argument diferent sota un mateix factor en comú principal: la lluita èpica del Bé contra el Mal.
El joc toca altres temes de forma més profunda del que sembla a simple vista, i aquest és un dels motius pels quals és tan apreciat. Alguns d'aquests temes són: 
- Fer-se adult, ja que Link comença com un nen però ha d'entrar al món dels adults per defensar els seus principis, amics, o regne contra la tirania o el perill.
- El valor: Link sempre representa el valor, i és un personatge petit i desvalgut (al principi) que no dubta en alçar-se contra la tirania, creixent en el procés.
- L'ecologia i el respecte per la natura, ja que es dona molta importància als boscos, i als esperits que els habiten, en contraposició amb les grans masmorres i castells que construeixen els malvats
- La generositat, ja que si s'ajuda als personatges secundaris a aconseguir coses que necessiten acostumen a recompensar el jugador amb premis com ara més vida.
- Una visió romàntica de l'exploració, ja que el joc convida al jugador a explorar a fons totes les localitzacions, i el món sembla molt real, ja que és molt gran, té molts personatges secundaris, i està ple de detalls.
- El sacrifici, en més d'un joc algun dels personatges han de realitzar sacrificis per tal de protegir les coses que estimen, com ara fa el King of Red Lions al final de Wind Waker, sacrificant-se per acabar amb Ganon i l'antic Hyrule
- L'amistat, ja que Link acostuma a ser acompanyat per una fada o personatge similar, que l'ajuda i protegeix en la mesura de les seves possibilitats.

La trama empra elements com ara girs, sorpreses, emotivitat, humor i dramatisme, i acostuma a estar ben elaborada, amb molts diàlegs i personatges treballats.
Com a element argumental negatiu, la saga Zelda és acusada, juntament amb la saga SuperMario, de ser Masclista, ja que els papers de les princeses Peach i Zelda és bàsicament de "princesa en perill". Això succeeix en pràcticament tots els jocs de Zelda, fins i tot quan es presenta a Zelda com una dona forta i capacitada com ara a Ocarina of Time quan es disfressa de Sheik, resulta immediatament segrestada quan Sheik revela que en realitat és Zelda. El mateix succeeix a Tetra a Wind Waker, que és segrestada tan bon punt es descobreix que és descendent d'una altra Zelda.
Els jocs de The Legend of Zelda donen una gran importància a l'argument (sobretot des de The Legend of Zelda: Ocarina of Time). Per això no resulta estrany veure una gran sèrie d'intertextualitats i ganyotes a grans títols de la literatura clàssica contemporània. La concepció del temps com un riu el corrent del qual ens arrossega que apareix a Ocarina of Time us serà conegut a tots els amants de les obres de Virgili, el lladre que apareix a la ciutadella d'Hyrule parla com el conill d'Alícia en el País de les Meravelles, el vestit d'en Link, típic de la raça dels nens Kokiri que mai creixen, està inspirat en l'esperit de la joventut, la fantasia i l'eterna lluita contra l'envelliment que representa "Peter Pan", i la història de la inundació d'Hyrule narrada en The Legend of Zelda: The Wind Waker té clares influències bíbliques. Aquests són només alguns exemples, però n'existeixen molts altres i també molts altres personatges amb miques literàries. Shigeru Miyamoto, el creador de la saga ha reconegut també que els llibres sagrats de Buda li han servit en moltes ocasions per trobar idees pels seus jocs.
Tot i tenir un argument seriós, una trama èpica sobre la lluita del bé contra el mal, el sentit de l'humor és una cosa que mai ha mancat en els lliuraments d'aquesta sèrie de videojocs. Individus excèntrics i maníacs i situacions còmiques omplen els racons del món d'Hyrule produint més que una rialla als usuaris. Això equilibra el joc i fa que, en moltes ocasions, el jugador se senti implicat amb els personatges, que els conegui millor i que es trobi encara més integrat en l'acció. De la mateixa manera que la llum no existeix sense la foscor ni l'alleujament sense el dolor, les coses serioses no existeixen sense les gracioses. Aquesta és la dita que segueixen els guionistes de The Legend of Zelda.

### Cronologia
Una de les coses més cridaneres i també que més atrauen de la saga és la manera en la qual els seus diferents capítols van unint-se al llarg del temps.
Durant molt de temps, la cronologia va ser confusa, però a poc a poc, joc rere joc, s'anaven desvelant alguns secrets que ajudaven a fer-la comprensible, però que també creaven nous misteris (pot ser que el jugador no trobi relació argumental amb els altres jocs de la saga, amb la cronologia, fins molts anys després de l'eixida d'un joc de Zelda, la destrucció d'Hyrule en The Legend of Zelda: The Wind Waker (2003) per exemple ha servit a molts per explicar perquè l'Hyrule de jocs anteriors és diferent del de The Legend of Zelda: Ocarina of Time).
D'aquesta manera la història sempre està oberta a què els usuaris treguin les seves pròpies conclusions, i que emprin la seva imaginació creant, així mateix, una experiència única en el món dels videojocs. Aquest és un dels factors que ha fet que actualment a Internet existeixin tantes planes web dedicades a la sèrie The Legend of Zelda, totes aquestes plenes amb fanfics, històries, còmics, jocs amateurs, dibuixos o fins i tot recopilacions que podrien dir-se "llibres d'història" d'Hyrule. La saga, per tant, s'ha extrapolat a terrenys que es troben més enllà de la mateixa interacció entre una persona i una videoconsola.

A finals del 2011 Nintendo va publicar el llibre Hyrule Historia una compilació d'esquemes, dibuixos i material artístic sobre la saga, que incloïa, a més una extensa història i una cronologia oficial, que va sorprendre els fans, ja que sempre s'havia especulat amb una cronologia dividida en dos a causa dels esdeveniments del final de The Legend of Zelda: Ocarina of Time, i la cronologia oficial es dividia en tres, no en dos.
Encara que molts fans creuen que tots els jocs tenen els mateixos personatges, i alguns s'apeguen a una declaració suggerint que cada joc mostra personatges "diferents", la línia oficial és que hi ha nombrosos herois cridats Link al llarg de la història de Hyrule, i que tret que sigui esmentat, cada aventura és d'un nou protagonista. Alguns dels jocs estan connectats cronològicament i prenen lloc en una continuïtat clara, mentre uns altres no. Per exemple, el Link en A Link to the Past no és clarament el mateix Link que va aparèixer en The Minish Cap. Per altra banda, Majora's Mask directament indica que el personatge de Link és el mateix d'Ocarina of Time. També, hi ha alguns indicis de Nintendo Power que el Link en Link's Awakening era el mateix Link que va derrotar a Ganon en A Link to the Past, i aquesta connexió és considerada real per molts fanàtics. Eiji Aonuma va confirmar que cada vegada que un nou mal amenaça la terra de Hyrule, un nou heroi ha d'aixecar-se i enfrontar-lo.
Però aquells que refusen a prendre la seva paraula consideren que diversos jocs fan referència a altres "Links", mentre The Wind Waker es refereix a l'Heroi del Temps (Hero of Time). Link mai parla en cap joc de Zelda, encara que fa grunyits, crits, i altres sons, i alguns dels seus pensaments van poder ser revelats en Zelda II. En alguns casos el jugador ha de respondre a una pregunta amb una opció d'una llista, encara que cap doblatge acompanya aquestes accions. No obstant això, en 2002, Link va trencar el silenci dient les seves primeres paraules comprensible en The Legend of Zelda: The Wind Waker. Quan va ser posat en venda en el món angloparlant en 2003, la frase va ser "Come on!" (Anem!). A part d'aquestes rareses, l'heroi mai ha dit cap línia. Això es deu al nom de l'heroi, Link (connexió), que li va ser donat pel seu creador Shigeru Miyamoto para emfatitzar la "connexió" entre el personatge i el jugador; donar-li línies seria posar paraules en la boca del jugador, o distingir a Link com un ésser separat d'ell/ella. De fet, encara que el nom del personatge és acceptat com a Link, el jugador pot cridar a l'heroi en cada joc i els personatges es referiran a ell per aquest nom dintre del joc.
En anys recents, amb l'avanç en la tecnologia, els creadors li han donat a Link més personalitat i caràcter. The Wind Waker i Twilight Princess posen especial atenció a les expressions facials de Link, de com reacciona davant certes situacions. Fanàtics astuts també han notat com la cara de Link se sembla més i més a la de Shigeru Miyamoto en cada joc que surt. Algunes vegades l'heroi té un títol especial, com "Heroi del Temps" (Hero of Time) o "Heroi dels Vents" (Hero of Winds). Encara que generalment és un nen, Link també ha estat representat com un adolescent i com un jove adult.

## Historial dels videojocs
El primer videojoc de la franquícia, anomenat The Legend of Zelda, fou llançat al Japó el 1986, als Estats Units i Europa el 1987. No obstant relativament, simplement pels estàndards d'aquells temps, era absolutament avançat per la seva època. Les innovacions incloïen la capacitat d'utilitzar dotzenes de diversos articles, un món extens per completar, secrets per explorar, i la capacitat d'un cartutx per guardar progressos via bateria dintre de la darrera memòria. El joc també ofereix una "segona recerca", sobre on poder acabar el videojoc; on es poden trobar els diferents enemics dels Dungeon (Bosses) i derrotar-los. A més de les innovacions tècniques del joc, la seva jugabilitat (solucionar trencaclosques, derrotant monstres en lluita de temps real, i explorar un ambient extens) varà ser una fórmula encertada i es copià extensament. El joc guanyà molta popularitat al Japó i als Estats Units. Moltes persones el consideren com un dels videojocs més importants de la història.
El segon videojoc, conegut com Zelda II: The Adventure of Link, fou llançat el juliol de 1987, i era una sortida del concepte del primer joc. Intercanvià la perceptiva de dalt a baix pel del moviment de dreta a esquerra, i introduí els elements bàsics del RPG (e.g., punts d'experiència) no realitzats de nou en altres entregues de Zelda. És també l'únic títol de Zelda en el qual Link no recollia Rupias juntament amb The Legend of Zelda: Four Swords. A causa d'aquests canvis fonamentals, molts els consideren les "ovelles negres" de la sèrie. Aquest i el seu antecessor eren notables pels seus cartutxos daurats.
Quatre anys més tard, amb The Legend of Zelda: A Link to the Past, tornà la perspectiva de visió de dalt a baix (baix perspectiva de 3/4) i agregat el concepte d'una dimensió alterna per explorar, una terra coneguda com el Món Fosc. El joc fou llançat per la NES el 1991. Fou rellançat el 9 de desembre de 2002, en un cartutx amb The Legend of Zelda: Four Swords, el primer Zelda multi jugador.
En el joc següent, The Legend of Zelda: Link's Awakening per la Game Boy, varà ser el primer a transcórrer fora d'Hyrule. Fou rellançat per la Game Boy Color, el 1998 titulat com The Legend of Zelda: Link’s Awakening XD amb algunes característiques addicionals, incloent-hi un Dungeon de color addicional i una botiga fotogràfica que va permetre la interacció amb la impressora de la Game Boy.
Després d'un altre hiat, la sèrie realitzà la transició a 3D amb el videojoc The Legend of Zelda: Ocarina of Time que fou llançat el novembre de 1998. Aquest joc, conegut inicialment com a Zelda 64, conservà la base de la jugabilitat dels anteriors i és va convertir en un dels videojocs més encertats de la història en termes comercials i crítics. És considerat per molts com el millor videojoc de la història, i anotà rànquings perfectes en diverses publicacions de videojocs, incloïen la primera conta 40/40 en Famitsu (una publicació japonesa prestigiosa de videojocs). El 2006 fou afilera’t per Nintendo Power com al millor videojoc realitzat de tota la companyia Nintendo. Les innovacions incloïen l'ús d'apuntar, nova jugabilitat mecànica que centrava la càmera fotogràfica en un blanc pròxim i que permetia al jugador realitzar diversos moviments amb aquest blanc apuntat, que era una realització revolucionària.
En el següent títol, anomenat The Legend of Zelda: Majora’s Mask que fou llançat en novembre del 2000, utilitzaren el mateix motor de gràfics 3D que l'anterior joc de Nintendo 64, però varen agregar un sistema temps-bàsic al concepte de la realització, conduent a les reaccions dels fanàtics de Zelda. Originalment s'anomenà Zelda Gaiden, títol en japonès que es pot traduir lliurement a Zelda, una altra història. La jugabilitat canvià perceptiblement; a més d'introduir una forma de límit de temps, Link havia d'utilitzar màscares per transformar-se en diverses criatures amb habilitats úniques. Encara que la Majora's Mask conserva l'estil gràfic d'Ocarina of Time, fou una revolució gràfica per N64.
Els dos jocs següents, The Legend of Zelda: Oracle of Seasons i The Legend of Zelda: Oracle of Ages, foren llançats simultàniament per la Game Boy Color, i obren recíprocament amb les contrasenyes i el Cable Link. Després que el jugador hagi finalitzat un dels dos jocs, li donen una contrasenya que permet que l'altre corresponent entrega fos jugat amb conseqüència. Foren realitzats per Flagship conjuntament amb Nintendo, sota la supervisió de Miyamoto. Aquests dos títols, que en principi eren tres entregues diferents connectades entre si, però per coherència de Miyamoto varen acabar sent dos per la dificultat de connectar tres jocs amb el Cable Link, serien Oracle de les Edats, basada en un trencaclosques i Oracle de les Estacions, que és orientada en l'acció.

Link embarcant-se en l'aventura juntament amb Tetra en The Wind Waker.

 El pròxim Zelda, per la Gamecube, es creia que era una realització en un joc basat en l'estil més realista d'aquells per Nintendo 64. Però Nintendo sorprengué molts fanàtics amb la declaració que el nou joc, The Legend of Zelda: The Wind Waker, seria completament "cel-shaded" - un estil més caricaturesc en el disseny del color, vist abans en jocs com Sega's Jet Set Radio. Temors inicials eren que aquest estil afectaria la qualitat del mode del joc dels fanàtics que s'acostumaren i es tranquil·litzaren quan el joc sortí al mercat aclamat per la crítica en el Japó en 2002 i la resta del món el 2003. Presentava un mode de joc centrat en el control del vent i la navegació a un petit bot al voltant d'un món basat en l'oceà, i les endevinalles que requerien o els personatges ajudants.
El següent en la sèrie fou The Legend of Zelda: Four Swords Adventures per la Nintendo Game Cube. Basat en el portàtil Four Swords, FSA fou una altra desviació de l'estil de joc de Zelda anteriors, concentrant-se en jugadors simultanis i "acció de nivells" (com en els títols de Super Mario Bros.). El joc conté 24 nivells individuals i una pantalla amb el mapa; no existeix cap món exterior que els connecti. Per les característiques del joc simultani, cada jugador havia de tenir un Game Boy Advance connectat al Nintendo Game Cube mitjançant el cable GBA-GCN. Encara que estava dedicat per diversos jugadors, un mode d'un sol jugador estava influïda; però aquest mode era opcional.
El 10 de gener de 2005, Nintendo posa a la venda un nou videojoc per la Game Boy Advance, The Legend of Zelda: The Minish Cap en Amèrica. El concepte central de The Minish Cap és l'habilitat d'en Link per encongir-se amb l'ajuda d'un místic barret viu anomenat Ezlo. Mentre és petit, Link pot veure parts prèviament explorades d'una masmorra des d'una nova perspectiva, i entrar a noves àrees a través de passadissos impassables d'una altra manera. Com Link podia canviar entre gran i petit en el joc, donant-li dos "mons" diferents per explorar.
El 19 de novembre del 2006, The Legend of Zelda: Twilight Princess, fou llançat per la consola Wii, i en desembre per GameCube, com últim joc de la saga per aquest sistema. Aquest gran joc proporciona un estil realista, millorant aquella de la demostració del Spaceworld 2000. Aquest joc mostra la lluita d'un Link més adult per alliberar a Hyrule del Regne del Crepuscle (Twilight Realm), una misteriosa força que està apagant la terra. Quan Link entra en aquest regne, es transformà en un llop i l'estil del joc canvià dràsticament. Twilight Princess també es basa en el transport i escenaris de batalla a cavall, com en la batalla amb el Boss King Bulblin.

### Llista de jocs
| Títol                                                | Llançament                  | Plataforma(s)                                         |
| ---------------------------------------------------- | --------------------------- | ----------------------------------------------------- |
| The Legend of Zelda                                  | 1986                        | FDS, NES, GBA, NGC, Wii (CV)                          |
| Zelda II: The Adventure of Link                      | 1988                        | FDS, NES, NGC, GBA, CV                                |
| Zelda (Game & Watch)                                 | 1989 (no oficial)           | Game & Watch                                          |
| The Legend of Zelda: A Link to the Past              | 1991                        | SNES, Satellaview, GBA, CV                            |
| The Legend of Zelda: Link's Awakening                | 1993                        | Game Boy, Game Boy Color                              |
| Link: The Faces Of Evil                              | 1993 (no oficial)           | Philips CD-i                                          |
| Zelda: The Wand of Gamelon                           | 1993 (no oficial)           | Philips CD-i                                          |
| Zelda's Adventure                                    | 1994 (no oficial)           | Philips CD-i                                          |
| BS Zelda no Densetsu                                 | 1995 - 1996 (Només el Japó) | Super Nintendo / Satellaview                          |
| BS Zelda no Densetsu Kodai no Sekiban                | 1997 - 1998 (Només el Japó) | Super Nintendo / Satellaview                          |
| The Legend of Zelda: Link's Awakening DX             | 1998 (adaptació)            | Game Boy Color                                        |
| The Legend of Zelda: Ocarina of Time                 | 1998                        | Nintendo 64, Nintendo GameCube, iQue, Consola Virtual |
| The Legend of Zelda: Majora's Mask                   | 2000                        | Nintendo 64, Nintendo Gamecube                        |
| The Legend of Zelda: Oracle of Ages                  | 2001                        | Game Boy Color                                        |
| The Legend of Zelda: Oracle of Seasons               | 2001                        | Game Boy Color                                        |
| The Legend of Zelda: Four Swords                     | 2002                        | Game Boy Advance                                      |
| The Legend of Zelda: The Wind Waker                  | 2003                        | Nintendo Gamecube                                     |
| The Legend of Zelda: Ocarina of Time Master Quest    | 2003                        | Nintendo Gamecube                                     |
| The Legend of Zelda: Four Swords Adventures          | 2004                        | Nintendo Gamecube                                     |
| The Legend of Zelda: The Minish Cap                  | 2004                        | Game Boy Advance                                      |
| The Legend of Zelda: Twilight Princess               | 2006                        | Nintendo Gamecube, Wii                                |
| Freshly-Picked Tingle's Rosy Rupeeland               | 2006 (derivat)              | Nintendo DS                                           |
| The Legend of Zelda: Phantom Hourglass               | 2007                        | Nintendo DS                                           |
| Tingle's Balloon Fight DS                            | 2007 (derivat)              | Nintendo DS                                           |
| Link's Crossbow Training                             | 2007 (derivat)              | Wii                                                   |
| The Legend of Zelda: Spirit Tracks                   | 2009                        | Nintendo DS                                           |
| The Legend of Zelda: Ocarina of Time 3D              | 2011                        | Nintendo 3DS                                          |
| The Legend of Zelda: Four Swords Anniversary Edition | 2011                        | DSiWare (DSi, DSi XL i 3DS)                           |
| The Legend of Zelda: Skyward Sword                   | 2011                        | Wii                                                   |
| The Legend of Zelda: A Link between Worlds           | 2013                        | Nintendo 3DS                                          |
| The Legend of Zelda: The Wind Waker HD               | 2013                        | Wii U                                                 |
| The Legend of Zelda: Twilight Princess HD            | 2016                        | Wii U                                                 |
| The Legend of Zelda: Breath of the Wild              | 2017                        | Wii U, Nintendo Switch                                |
| The Legend of Zelda: Tears of the Kingdom            | 2023                        | Nintendo Switch                                       |
| The Legend of Zelda: Echoes of Wisdom                | 2024                        | Nintendo Switch                                       |

### Cronologia
La cronologia exacta de l'univers de The Legend of Zelda s'ha debatut ferventment entre els seguidors. A mesura que el temps avança i més jocs surten al mercat, l'ordenació dels jocs en una línia temporals s'ha tornat complexa i ha estat controvertida. Existeixen fragments i peces d'informació que connecten certs jocs a altres, però no hi ha una explicació definitiva de com cada joc es relaciona amb una línia de temps concreta.
Els creadors de la sèrie han donat pistes sobre l'ordre de la sèrie, però amb el pas del temps la majoria d'aquestes "revelacions" han estat contradites per material, jocs i declaracions noves. Tanmateix, des de fa uns anys les declaracions exposades per una de les màximes autoritats de The Legend of Zelda, Eiji Aonuma, han coincidit amb la història de jocs posteriors, com s'ha pogut observar recentment en les dues línies temporals.
Molta de l'ambigüitat de la cronologia de la sèrie es deu al fet que els jocs tenen lloc en un lapsus de segles o fins i tot mil·lennis, mostrant diferents encarnacions de Link, de la Princesa Zelda, del malvat Ganondorf, entre d'altres. Altres confusions sorgeixen com a resultat de males traduccions i problemes de localització. El procés de localització de Nintendo d'Amèrica durant l'època de la NES/SNES era la de tenir un empleat que parlés en japonès i que traduís directament el text, i un altre (que no calia que entengués japonès) que reprenia la traducció i la reescrivia perquè concordés amb la gramàtica i la cultura Nord-americana. El responsable d'aquest fet fou Daniel Owsen. No obstant els seus errors de traducció no perjudicaren la trama dels jocs traduïts, de manera que no causà cap malentès en la realització del principi de la cronologia.
La regla general és que els jocs mateixos són l'autoritat final. La informació en els manuals es considera també cànon genuí. Els manuals són materials tècnics i comercials i, per tant, no sempre sotmesos a l'escrutini dels creadors del joc. Els manuals dels tres primers lliuraments per a NES i SNES coincideixen amb exactitud amb l'acció del joc. La informació d'altres fonts oficials, com la revista Nintendo Power i les seves Guies d'Estratègia Oficial, no poden ser acceptades, ja que són treballs elaborats al marge dels creadors de la saga: Takeshi Tezuka, Eiji Aonuma i Shigeru Miyamoto. La informació de Zelda.com (i la seva enciclopèdia de Zelda) tampoc pot ser presa com a certa, ja que el dissenyador de la web no tenia res a veure amb Zelda, i Miyamoto el forçà a remoure una línia de temps que hi havia estat col·locada.
L'equip de realització ha sofert al llarg dels anys diversos canvis en la plantilla. A partir de "Zelda: Wind Waker", els directors Shigeru Miyamoto i Takeshi Tezuka i el guionista Kensuke Tanabe (que treballaren fins a The Legend of Zelda: Ocarina of Time) foren reemplaçats per Eiji Aonuma (director) i Mitsuhiro Takano (guionista, també director en Twilight Princess) a partir de The Wind Waker. El canvi de la plantilla va causar certs canvis dràstics en el plantejament de la cronologia: la ruptura de l'enllaç entre Ocarina of Time i A Link to the Past i el buit que deixaria The Wind Waker, ocasionaran ardus missatges de discussió en els fòrums de Zelda. Tanmateix, després del recent Twilight Princess el buit de The Wind Waker ha estat cobert de forma definitiva per una línia temporal diferent del que succeeix en aquest joc (hi ha qui pensava, encara amb proves evidents, que les dues línies temporals creades en Ocarina of Time eren fruit de la imaginació). Encara que l'enllaç entre Ocarina of Time i A Link to the Past continués destruït, amb Twilight Princess s'aconseguiria corregir l'error de la inundació de The Wind Waker, i ja no seria necessària la suposada recuperació d'Hyrule després dels esdeveniments ocorreguts en el joc: la resta de jocs podria succeir en el present d'Ocarina of Time, gràcies al fet que Ganondorf en Twiligth Princess posseïa un fragment de la Triforça. D'aquesta forma l'únic problema de pes es trobà actualment en l'enllaç dels quatre primers jocs amb Ocarina of Time i Twilight Princess, que segurament, en un futur, seran establerts i corregits, doncs no es pot oblidar que en un primer moment Ocarina of Time i A Link to the Past estaven excel·lentment enllaçats.
La sèrie Four Swords per la seva part no posseeix un lloc cronològic concret, i és un dubte encara major que l'enllaç trencat entre Ocarina of Time i A Link to the Past. Igual succeeix amb la sèrie Oracle. De moment tots ells són independents de les altres sèries dels jocs. El Palacio de Sheik és actualment una de les fonts en castellà amb més informació sobre la cronologia, un espai web que ha elaborat diversos articles en els quals tracten de provar la connexió de tots aquells jocs que formen la saga, així com de prescindir d'alguns.
A continuació s'indica una llista dels jocs publicats per Nintendo en l'ordre de la seva sortida al mercat, amb la informació coneguda en la línia de temps:
- The Legend of Zelda fou el primer joc de la saga en sortir a la venda.
- Zelda II: The Adventure of Link és quasi segur que transcorre diverses temporades després del primer joc, com ho indica el manual. Està protagonitzat pel Link del joc anterior, vora el seu setzè aniversari.
- The Legend of Zelda: A Link to the Past suposadament té lloc generacions abans del joc original, com s'ha dit en materials promocionals i en el paquet de l'edició japonesa. Tanmateix, hi ha teories que aquest és l'últim joc en la línia del temps, a causa de la seqüència final que diu que l'Espasa Mestra (Master Sword) descansaria "per sempre".
- The Legend of Zelda: Link's Awakening, quan sortí originalment semblava que ocorria poc després de A Link to the Past, amb el mateix Link. El manual del joc diu que Link deixà Hyrule per anar en un viatge en cerca d'il·luminació després de derrotar en Ganon. La pàgina web oficial japonesa indica que és una continuació directa de La Triforça de les Deesses (ALttP), però el lloc de LA en la línia de temps pot tenir una continuïtat retroactiva amb la sèrie "Oracles" (vegeu més a baix).
- BS Zelda és una readaptació del joc original que mostrà les mascotes (nen i nena) del BS-X en lloc de Link; tanmateix, com que és com el primer Zelda, ocupa el mateix lloc que aquest en la cronologia.
- BS The Legend of Zelda: Stone Tablets of Antiquity ocorre mentre en Link està fora d'Hyrule. El seu protagonista és l'Heroi de la Llum (Hero of Light), a qui el jugador personifica. És una persona però de gènere indeterminat. Amb una dubtosa autenticitat, els fets del joc ocorrerien després de A Link to the Past. L'heroi anterior és ocasionalment al·ludit (com a Four Sword Adventures) i es diu que està absent.
- The Legend of Zelda: Ocarina of Time aparentment ocorre abans dels fets de A Link to the Past, possiblement expandint-ne els antecedents. Molts el consideren el primer de la història de la línia de temps, a causa de l'aparició de figures llegendàries com Ganondorf i els Savis (Sages).
- The Legend of Zelda: Majora's Mask succeeix poc temps després d'Ocarina of Time i la protagonitza el mateix Link, que ha tornat des de la seva joventut.
- The Legend of Zelda: Oracle of Seasons i The Legend of Zelda: Oracle of Ages estan connectats per mitjà d'un sistema de contrasenya, i un té lloc immediatament després de l'altre. Poden ser jugats en qualsevol ordre, depenent de la preferència del jugador. La saga es desenvolupa en un temps on la Triforça està en el Castell d'Hyrule i Ganon està mort. El diàleg suggereix que Link i la Princesa Zelda que apareixen en aquest joc es coneixen per primera vegada durant aquesta aventura. Després de terminar els jocs connectats per a rebre el final "complet", l'escena final mostra en Link en un rai navegant cap a l'ocàs, acomiadant-se dels seus amics. Això pot suggerir que Link's Awakening passa després de la sèrie Oracle cronològicament.
- The Legend of Zelda: Four Swords fou declarat per Eiji Aonuma en 2004 de ser "el conte més antic" en la sèrie de Zelda. Això ha causat controvèrsia sobre com interpretar la paraula "antic". Les versions de Link i la Princesa Zelda d'aquest joc es coneixen des de la infància.
- The Legend of Zelda: The Wind Waker els esdeveniments se situen després d'Ocarina of Time, encara que si ocorren abans o després de A Link to the Past està en debat. També existeix una possibilitat, basada en una declaració d'Eiji Aonuma, que la línia de temps es divideixi després de OoT, amb un ocorrent en un món devastat que en Link rescatà de Ganon, i un altre de la infància a la qual tornà després que les forces de Ganon foren sallades. Si és així, TWW està en la primera divisió, seguint el final "adult".
- The Legend of Zelda: Four Swords Adventures se situa en un període indefinit del temps després de Four Swords. Inclou certs antecedents sobre en Ganon (és anomenat Ganondorf en els inicis del joc abans d'obtenir el seu trident i convertir-se en el Ganon vist a ALttP.
- The Legend of Zelda: The Minish Cap se situa molt abans de Four Swords i Four Swords Adventures. Si el Palau de l'Espasa Quàdruple (Palace of the Four Sword) (el calabós addicional mostrat en la versió de Game Boy Advance de ALttP) és canònic llavors The Minish Cap també se situa abans que A Link to the Past. Molts aficionats han suggerit que The Minish Cap és el primer joc en la cronologia de Zelda, però no hi ha evidència dintre del joc (o a qualsevol font oficial) que hi doni suport. Tanmateix, aquesta sembla la història més antiga en què s'esmenta en Vaati, i conté el seu origen i la seva transformació en la seva forma més familiar.

## Mèdia de la saga

### Dibuixos animats
The Legend of Zelda va ser portada a un dibuix animat com un "programa dins d'un programa" en la sèrie de televisió semi-en viu Super Mario Bros. Super Show produïda per DiC. Els curts animats de Zelda van ser transmesos cada divendres en comptes del dibuix animat usual de Super Mario Bros que era transmès la resta de la setmana. La sèrie seguia gandulament els jocs, barrejant escenaris i personatges d'aquests jocs amb creacions originals. A causa de l'índole sindicalitzado del Super Show, només 13 curts animats de Zelda van ser transmesos durant els 65 episodis de vida del programa. En aquesta versió de la Llegenda, Link i Zelda combatien Ganon diàriament mentre mantenien Hyrule sa i estalvi. Encara que la sèrie va ser creada per atreure els fanàtics dels jocs, com molts programes de Nintendo va ser mal rebuda per l'audiència, potser per les seves trames simples i personatges superficials. Link, particularment, és representat com un adolescent descortès i enamoradís, al contrari de la presència tranquil·la del seu personatge en els jocs. Mentre que el joc ho mostra com un esquerrà, és dretà en el dibuix animat.
Després de la cancel·lació de The Super Mario Bros. Super Show, les representacions de Link i Zelda de DiC van aparèixer en diversos episodis de Captain N: The Game Master durant la segona temporada del programa, on ajuden el Captain N i els seus amics a combatre la malvada Mare Cervell (Mother Brain), que també apareix a Metroid. Alguns d'aquests dibuixos animats solien veure's a Yahooligans!, i alguns episodis van ser llançats en tres DVDs, Mario's Greatest Movie Moments!, Havoc in Hyrule and Ganon's Evil Tower. Shout! Factory després va llançar una compilació en DVD de la sèrie sencera de dibuixos animats de Zelda l'octubre de 2005.

### Còmics i manga
Valiant Comics va publicar una curta sèrie que mostrava personatges i escenaris del programa de televisió abans del final de la seva línia "Nintendo Comics System". Addicionalment, algunes històries de LoZ van ser incloses en un gran títol de dos volums de "Nintendo Comics System", que també tenia a Mario, Metroid, Punch-Out!!!, i Captain N. Encara que majorment oblidada i ignorada, és la font de persistents creences dels fanàtics.
Els mangues de The Legend of Zelda (Zelda no Densetsu) van ser creats per dues artistes conegudes com a "Akira Himekawa". El seu manga més conegut és l'adaptació d'Ocarina of Time, el qual està dividida en dues parts, la Saga Infantil i la Saga Adulta, més tres capítols extra (un adult, i una part de dos capítols de la saga infantil), publicats en dos volums. Elles també han creat mangues basats en altres jocs: Majora's Mask, la sèrie Oracle (Oracle of Seasons i Oracle of Ages, un volum cada un, com a part d'una història contínua), Four Swords Plus (basada en el joc conegut com a Four Swords Adventures fora del Japó) i Triforce of the Gods (conegut fora del Japó com A Link to the Past). Hi va haver menció d'un manga de Minish Cap en una de les versions del manga de Triforce of the Gods, però no està en venda encara.
També hi va haver una tira còmica de The Legend of Zelda: A Link to the Past creada per a la revista Nintendo Power de l'aclamat autor de manga Shotaro Ishinomori. Gandulament basat en el joc, aquest relat representava els pares de Link com Cavallers d'Hyrule, perduts al Món Fosc (Dark World). Aquest també incloïa altres personatges originals com a la fada companya i guia de Link, Eferemelda (Epheremelda) (molt abans que aquest concepte fos introduït en la sèrie); i Roam, un descendent dels Cavallers d'Hyrule que va combatre en la Guerra d'Empresonament (Imprisoning War). (Roam té molta similitud a 002 de la primera creació reeixida d'Ishinomori, Cyborg 009.) A més, incloïa la primera menció de Ganon en la seva forma humana, Ganondorf (vist en un record), encara que diferent de la seva aparença en Ocarina of Time i jocs posteriors. La tira còmica va ser publicada a partir de gener de 1992 (Volum 32) i va continuar en 12 parts. Després va ser unida en forma de novel·la gràfica.